# We in Here
We In Here to drugi singel rapera DMX-a zapowiadający płytę "Year Of The Dog...Again".

## Produkcja
Piosenka została wyprodukowana przez producenta z wytwórni Ruff Ryders Swizz Beatza, który występuje również w refrenie piosenki i na jej początku. W podkładzie możemy usłyszeć syrenę, szczekanie psów oraz szybkie uderzenia bębnów.
- Na końcu trzeciego wersu możemy usłyszeć krótki diss pod adresem gwiazdy R’n’B – Rihanny - "I ain't gon' front, that Pon De Replay shit was kinda hot, NOT! " ("Pon De Replay" był jednym z najbardziej znanych i najlepiej sprzedających się singli Rihanny)
- W ocenzurowanej wersji piosenki zamiast niecenzuralnych słów wstawiono warczenie DMX-a, słowa "Yeah!", "What?" i "Uh!".

## Lista utworów
Dysk 1
1. "We In Here" (Clean Version)
2. "We In Here" (Clean Acapella)
3. "We In Here" (Instrumental)

Dysk 2
1. "We In Here" (Dirty Version)
2. "We In Here" (Dirty Acapella)
3. "We In Here" (Instrumental)